# 聯合國非洲經濟委員會
聯合國非洲經濟委員會（英語：United Nations Economic Commission for Africa；縮寫為UNECA或ECA） 簡稱非洲經委會，是聯合國經濟及社會理事會於1958年通過聯合國大會決議後成立的一個分支機構，目的是促進非洲內各國彼此經濟合作與交流。
非洲經委會擁有54個成員國，相當於聯合國54個非洲會員國。

## 工作方向
目前委員會的工作方向分成七大部分：
- 非洲資訊統計中心
- 宏觀經濟政策
- 社會發展政策
- 創新及科學技術
- 區域一體化和貿易
- 特色發展

## 辦公室
- 衣索比亞 － 阿迪斯阿貝巴（联合国非洲经济委员会总部，設在於1961年啟用的「非洲廳」）[4]
- 卢旺达 －吉佳利（東部非洲區域分部）
- 尼日尔 －尼阿美（西部非洲區域分部）
- 尚比亞 －路沙卡（南部非洲區域分部）
- 摩洛哥 －拉巴特（北部非洲區域分部）
- 喀麦隆 － 雅溫德（中部非洲區域分部）

## 成员国

聯合國非洲經濟委員會成員國

- 阿尔及利亚
- 安哥拉
- 布吉納法索
- 喀麦隆
- 中非
- 刚果共和国
- 刚果民主共和国
- 埃及
- 衣索比亞
- 赤道几内亚
- 加彭
- 几内亚
- 賴索托
- 利比里亚
- 利比亞
- 马达加斯加
- 马拉维
- 毛里塔尼亚
- 模里西斯
- 莫桑比克
- 摩洛哥
- 纳米比亚
- 尼日尔
- 奈及利亞
- 卢旺达
- 聖多美和普林西比
- 塞内加尔
- 塞舌尔
- 南非
- 南蘇丹
- 苏丹
- 坦桑尼亚
- 多哥
- 突尼西亞
- 乌干达
- 尚比亞
- 辛巴威

## 外部連結
- （英文）官方網站 （页面存档备份，存于）